# Samuel Morse

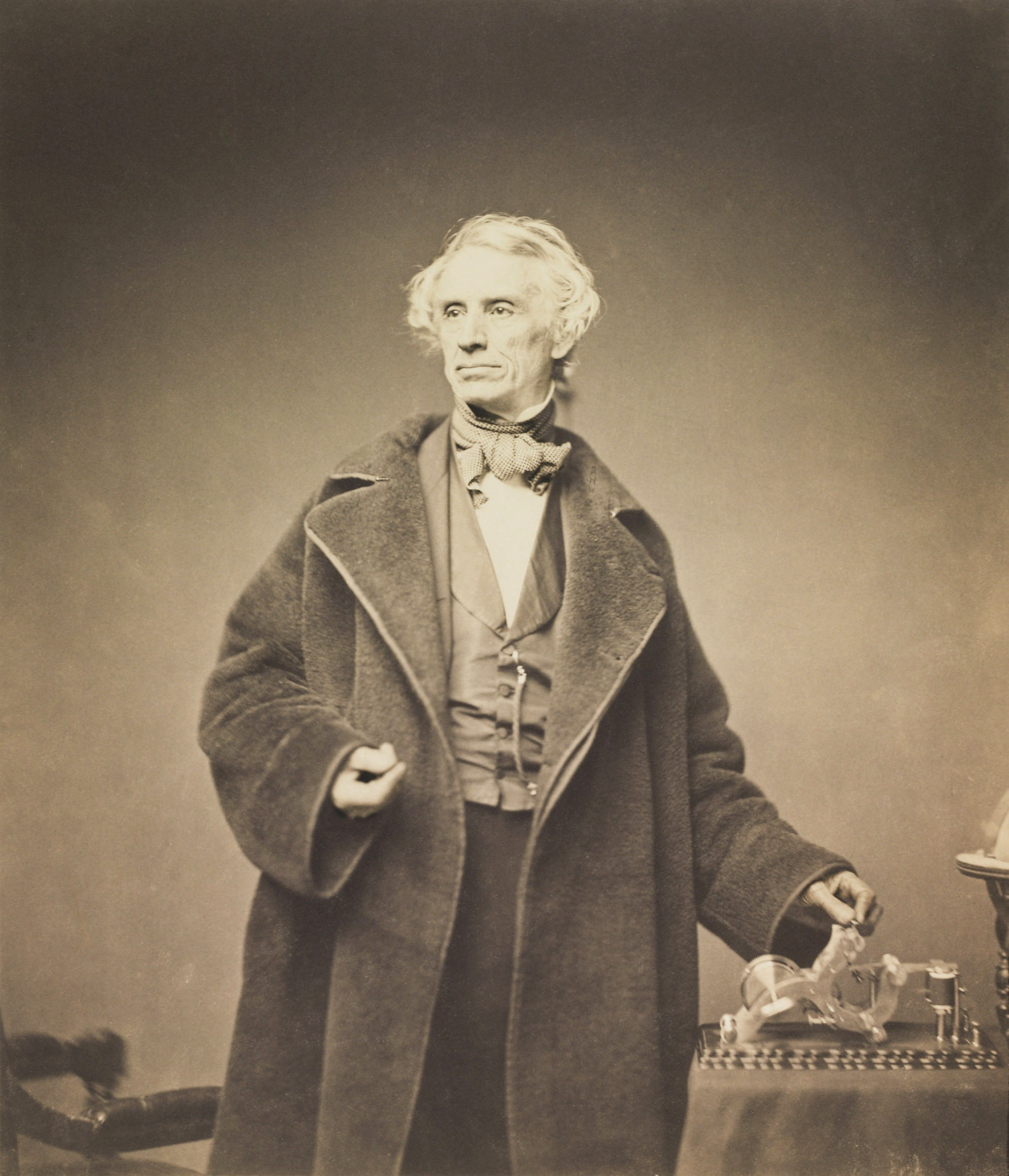
Samuel Morse met zijn telegraaf zendapparaat, Brady, 1857

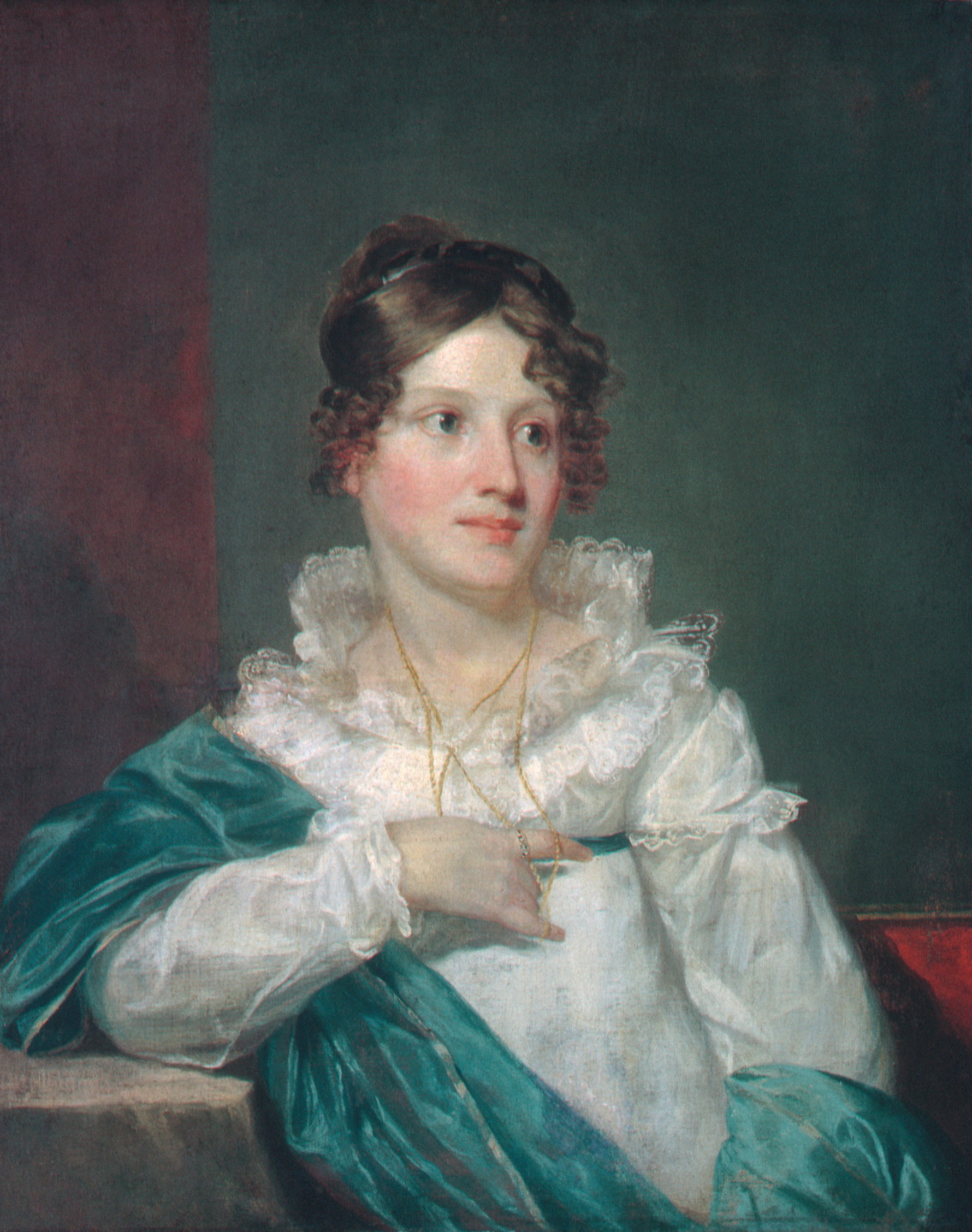
Schilderij van Samuel Morse, Mrs. Daniel DeSaussure Bacot, 1820, Metropolitan Museum of Art

Samuel Finley Breese Morse (Charlestown (Massachusetts), 27 april 1791 – New York, 2 april 1872) was een Amerikaans uitvinder en kunstschilder. Hij werd wereldwijd bekend door de ontwikkeling van een integraal systeem voor elektrische telegrafie, inhoudend de apparaten die seinen over lange afstand kunnen versturen en een codering die letters uit het alfabet omzetten naar seinen en omgekeerd, de naar hem vernoemde Morsecode.

## Persoonlijk leven
Samuel Morse werd geboren in Charlestown in de Amerikaanse staat Massachusetts. Eerst studeerde hij rechten aan Yale College, waar hij in 1810 afstudeerde; later werd hij kunstschilder. Morse verwierf bekendheid met zijn portretten en zijn schilderijen van historische gebeurtenissen. In 1819 trouwde hij met Lucretia Pickering Walker, die in 1825 kort na de geboorte van hun vierde kind overleed. Morse was op reis en ontving een brief van zijn vader met de mededeling dat zijn vrouw was overleden. Toen hij de brief had gelezen, vertrok hij meteen naar huis, maar bij zijn aankomst was zij reeds begraven. Sindsdien dacht hij na over methoden om snel over lange afstanden snel te kunnen communiceren.
Samuel Morse hertrouwde in 1848 met Sarah Elizabeth Griswold, met wie hij vier kinderen kreeg. Hij overleed op 80-jarige leeftijd in New York. Morse ligt daar begraven op de Green-Wood-begraafplaats in de wijk Brooklyn.

## Beroepsleven
Tijdens zijn studie maakte hij kennis met de elektrotechniek, maar pas op latere leeftijd raakte hij hierin geïnteresseerd. Tijdens een bootreis van Le Havre naar New York in 1832 hoorde hij voor het eerst van het verband tussen elektriciteit en magnetisme, een verschijnsel dat kort daarvoor door Joseph Henry was ontdekt. Deze natuurkundige slaagde er in elektriciteit door een ijzeren draad van ongeveer 1500 meter te zenden. Dit inspireerde Morse tot het bedenken van een manier om met behulp van een elektromagneet en kabel een communicatietechniek te ontwikkelen. In 1835 bouwde hij een eerste proefopstelling met een telegraaftoestel en de volgende twee jaar werkte hij tegelijkertijd aan een code om de letters uit het alfabet om te zetten in elektrische stroomstootjes, de later naar hem vernoemde morsecode. Basis voor het systeem was dat veelgebruikte letters een korte code kregen.

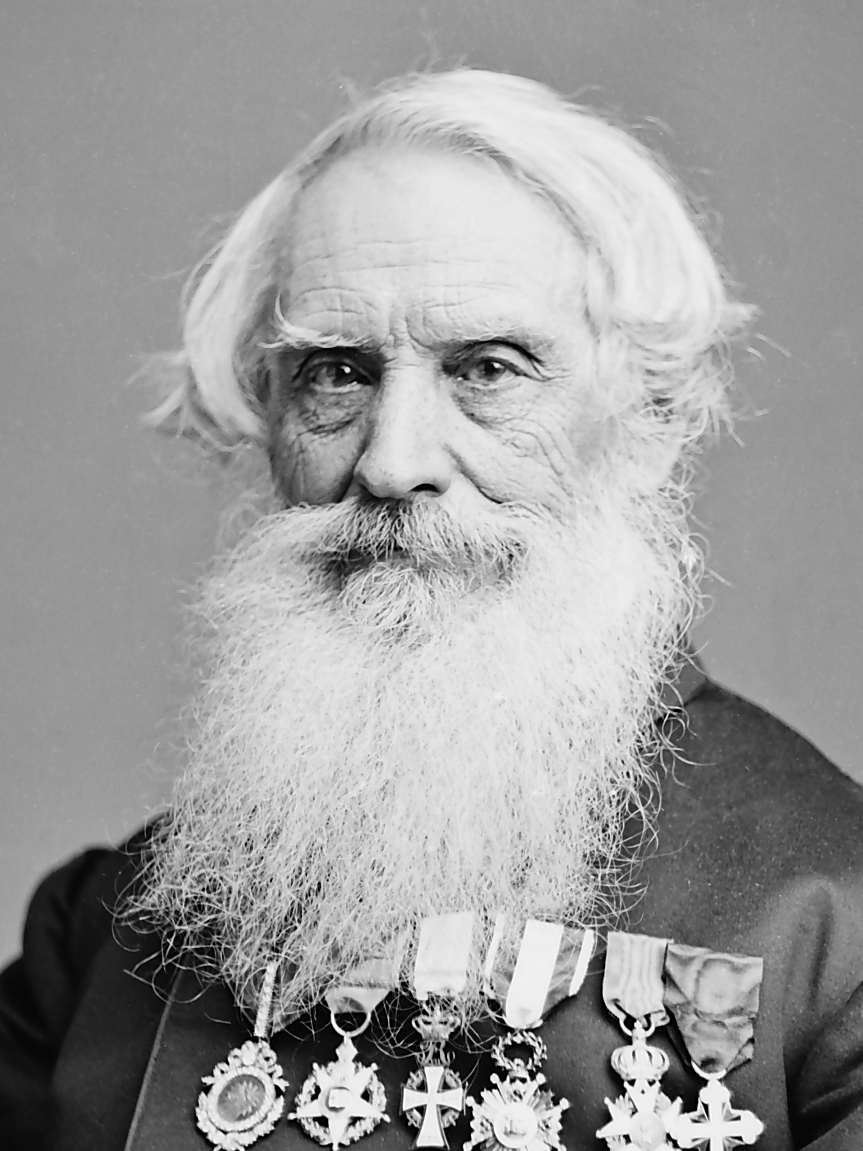
Portret van Samuel Morse, 1866, door Mathew Brady

Toen hij in 1837 zijn uitvinding in Washington D.C. aan het Congres demonstreerde om financiële steun te verkrijgen voor verdere ontwikkeling, achtten de bewindslieden het belang van de telegraaf te gering. Twee jaar later probeerde hij het opnieuw en ontving hij 30.000 dollar voor de aanleg van een telegraaflijn tussen Washington en Baltimore. Op 27 mei 1844 werd het eerste bericht over deze lijn verzonden. De telegraaf van Morse werd een succes: Samuel Morse werd in korte tijd wereldberoemd door zijn telegraaf, die eenvoudiger van constructie was dan de meeste andere systemen en waarbij slechts twee draden nodig waren voor een verbinding.
De morsecode werd een internationale standaard en een aantal regeringen heeft Morse onderscheiden. Op de foto draagt hij de Turkse Hoge Orde van de Eer, de Portugese Orde van de Toren en het Zwaard, de Deense Orde van de Dannebrog waarin hij Commandeur was, ster en ridderkruis van de Orde van Isabella de Katholieke, de Franse Orde van het Legioen van Eer en de Orde van Sint-Mauritius en Sint-Lazarus van Savoye. Morse mocht ook het Keizerlijk-Koninklijk Oostenrijks-Hongaars Ereteken voor Kunst en Wetenschap dragen.

## Fotografie
Morse verbleef in Parijs toen Louis Daguerre daar de fotografie uitvond. In maart 1839 ontmoette hij Daguerre tweemaal, en terug in de Verenigde Staten introduceerde hij daar de "daguerreotypie". Hij leidde ook de eerste Amerikaanse fotografen op, zoals Mathew Brady, die de Amerikaanse burgeroorlog fotografeerde. Het toestel van Morse is bewaard gebleven en is te zien in het National Museum of American History in Washington.